# المعيصم (مكة)
المعيصم هو أحد أحياء مكة المكرمة في منطقة مكة المكرمة، غرب المملكة العربية السعودية. 